# Formación Colton

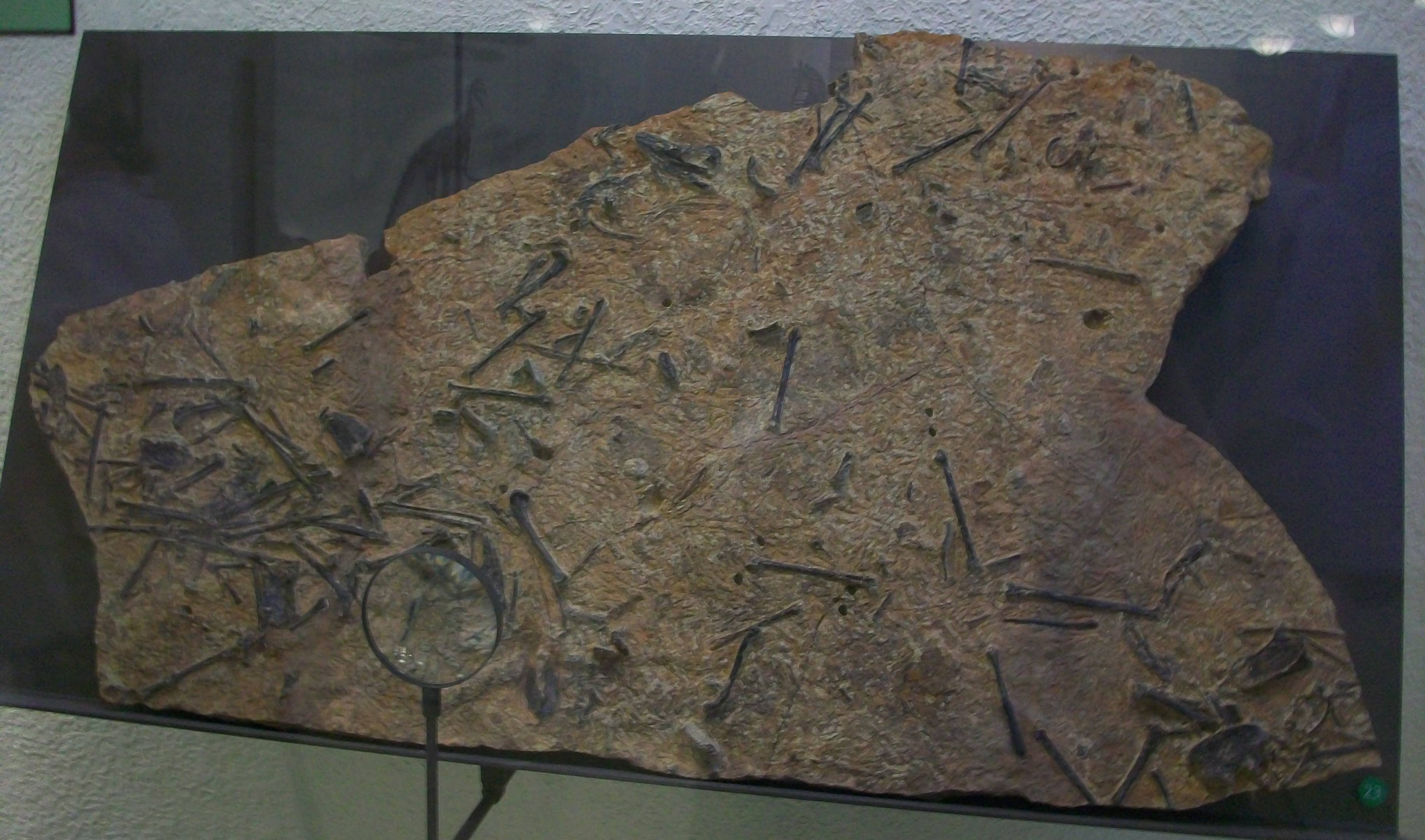
Fósil de Presbyornis pervetus encontrado en la Formación Colton.

La formación Colton (en inglés, Colton Formation) es una formación geológica situada en Utah, Estados Unidos. Conserva fósiles del periodo Paleógeno. Esta formación consiste básicamente en depósitos fluviales (terrenos inundables y cárcavas) y se diferencia de otras, como las de Flagstaff y Green River, en que es menos resistente y cuenta con más coloración. El contraste entre el estrato fluvial y el lacustre está indicado debido a varias características líticas y faunísticas que ocurren en un intervalo estratigráfico corto, que permite un reconocimiento preciso y regional constante de sus límites.